# TKp101
TKp101 – oznaczenie na PKP austriackiego parowozu serii k.u.k. HB 578, budowanego dla wojskowych linii kolejowych. Wyprodukowano w 1916 roku przez niemieckie zakłady Henschel w Kassel 22 parowozy. Po pierwszej wojnie światowej 10 parowozów trafiło do kolei polskich. Po drugiej wojnie światowej polskie koleje eksploatowały tylko jeden parowóz, który w 1951 roku został wycofany z eksploatacji.  